# تاريخ الحضارة الغربية

## التاريخ

### فترة ماقبل التاريخ
تدل الأحافير التي اكتشفها العلماء على أن الإنسان الأول عاش في أوروبا منذ أكثر من مليون عام. وأهم الأشكال المعروفة عن إنسان ماقبل التاريخ إنسان نياندرتال والإنسان الكرومانيوني. عاش الإنسان النياندرتالي في حوالي الفترة التي تقع قبل 100,000 إلى 35,000 سنة مضت، وعاش الكرومانيوني في الفترة التي تقع قبل 40,000 إلى 10,000 سنة خلت. وكانوا يعيشون على الصيد، وكثيري التنقل من مكان إلى آخر بحثًا عن الطعام. ويعيشون في جماعات تتراوح بين 25 و30 فردًا.
تعلم الإنسان في جنوب شرقي أوروبا نحو سنة 6000 ق.م كيفية الحصول على قوته بفلاحة الأرض. مهد هذا التطور المبكر لوضع اللمسات النهائية لظهور الحضارات التي أدت بدورها لاستقرار الإنسان الذي كان دائم التنقل بحثا عن الطعام. وقد كان عندما يستقر في مكان معين يقيم القرى. وقد تطورت بعض تلك القرى فيما بعد وأصبحت نواة لقيام المدن الأوروبية الأولى. بعد نحو عام 6000 ق.م بدأت تتجه أعداد أكثر فأكثر من الأوروبيين القدماء نحو الزراعة، إذ أصبحت الزراعة مصدر الغذاء الرئيسي وحتى نهاية فترة ما قبل التاريخ، أي نحو سنة 3000 ق. م، فعمت كل أرجاء أوروبا باستثناء مناطق الغابات الكثيفة في الشمال.

### الحضارات القديمة
قامت الحضارات الأوروبية الأولى في جزر بحر إيجة شرقي اليونان. ازدهرت الحضارة الإيجية في الفترة بين 3000 ق. م و1200 ق.م. فكان سكان بعض الجزر الإيجية، خاصة في جزيرة كريت، يستخدمون نظامًا للكتابة، كما كان بينهم البحارة المغامرون والتجار. ظهرت حضارة مماثلة للحضارة الإيجية في جزيرة مالطة جنوبي إيطاليا. وبعد عام 2500 ق.م. تقريبًا أبحر بحارة من جزر بحر إيجة وجزيرة مالطة على طول السواحل الجنوبية والغربية لأوروبا. فكانوا يقدمون للشعوب التي وجدوها في طريقهم، طريقتهم وأسلوبهم في الحياة.
اجتاحت قبائل من الفرسان، التي كانت تسكن المنطقة التي تقع شمال شرقي البحر الأسود، أوروبا جنوبًا وغربًا وكان ذلك نحو عام 2000ق.م. كان هؤلاء المحاربون من رجال القبائل يعملون رعاة في السهول الخضراء التي تقع بمنطقتهم. ولقد تمكن هؤلاء من نشر ثقافة الحرب والقتال في معظم أنحاء أوروبا عند غزوهم لعدد كبير من القرى.

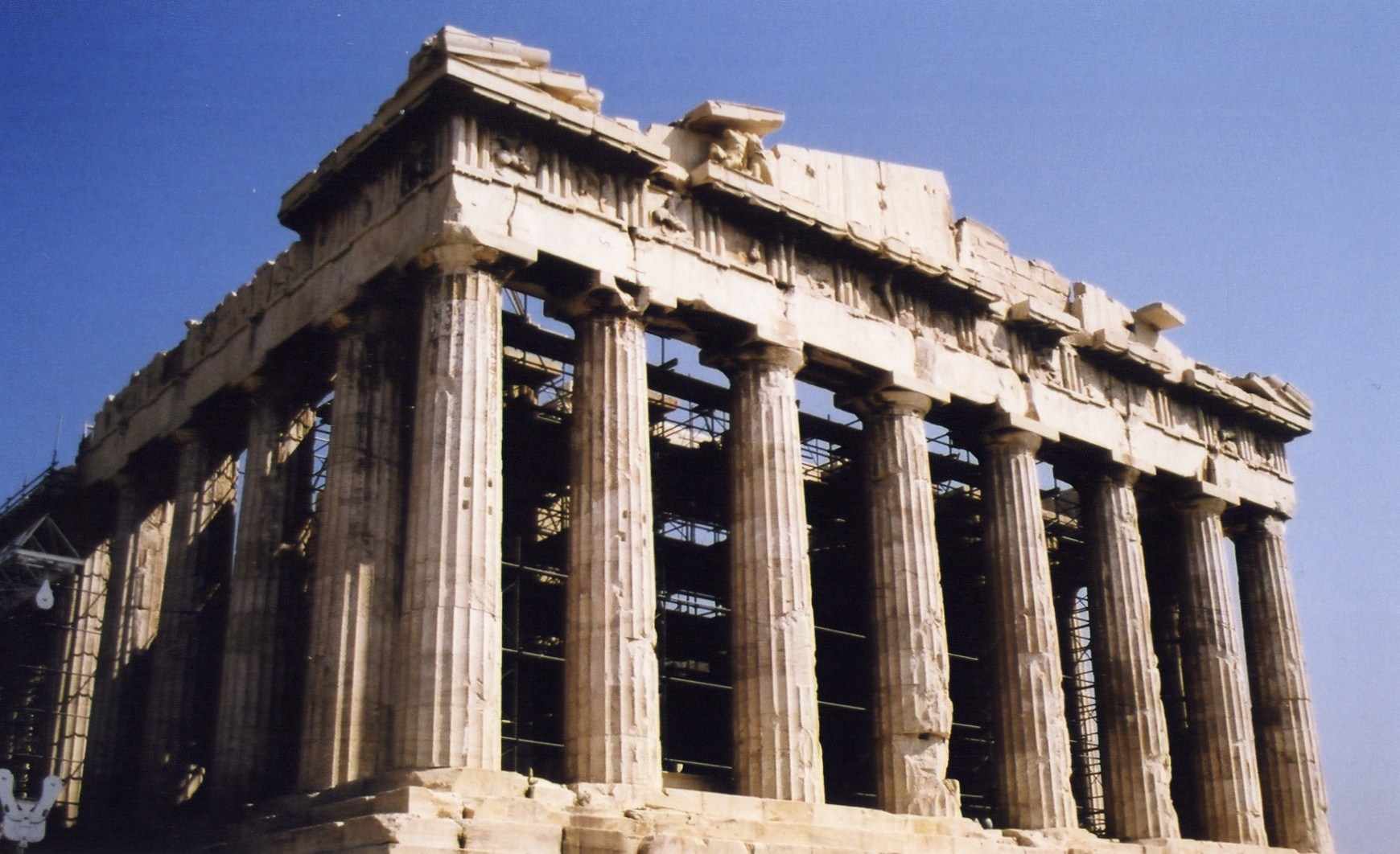
معبد الأكروبوليس في أثينا

### الحضارة الإغريقية القديمة
كان للإغريق القدماء فضل كبير في قيام وازدهار الحضارة. فلقد نزحت قبائل من الشمال إلى شبه جزيرة اليونان حوالي عام 2000 ق. م. وعندما استقرت هذه القبائل في اليونان بدأت في تأسيس حضارة لها على نمط الحضارة الكريتية. أصبح الإغريق قوة ضاربة في منطقة بحر إيجة، حتى استولوا على المنطقة من الكريتيين في القرن الخامس عشر ق.م. وخلال القرن الثاني عشر ق.م تعرضت اليونان لموجة أخرى من الغزو قامت بها القبائل القادمة من الشمال، والتي هزمت معظم السكان في جنوبي اليونان وطردتهم من ديارهم. وخلال القرون العديدة التالية توحدت مجموعات من تلك القبائل فكونت نوعًا جديدًا من الوحدات السياسية المستقلة. وكانت كل وحدة من هذه الوحدات تسمى بولس أو الدولة ـ المدينة.
بلغت الحضارة الإغريقية أوج عظمتها خلال القرنين الخامس والرابع ق.م مع ظهور مدينتي إسبرطة وأثينا ومدن أخرى لاتقل نفوذًا وقوة. انتشرت فكرة الديمقراطية خلال هذه الفترة كما ازدهر الفن والعلم. إلا أن اليونان دخلت في الوقت نفسه تقريبًا في حروب طويلة. أولاً: هزم الإغريق قوات الغزاة القادمة من الإمبراطورية الفارسية في الشرق. ثانيا: نشبت الحروب الداخلية بين الدول ـ المدن الإغريقية نفسها. وباستمرار هذه الحروب بدأت قوة الإغريق السياسية في الانهيار. إلا أن أثينا ظلت مركزًا ثقافيًا للعالم القديم.

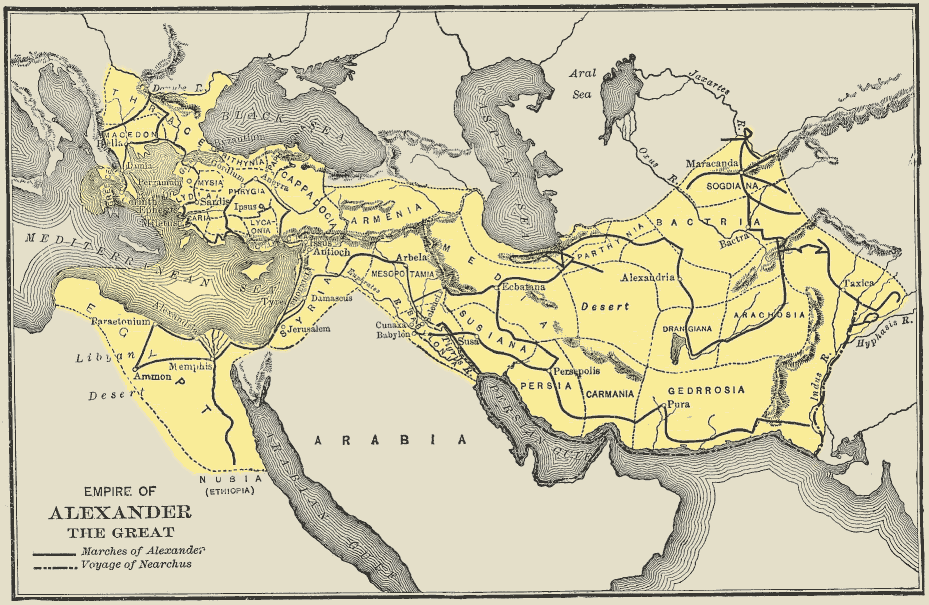
خريطة إمبراطورية الإسكندر الأكبر

قويت مملكة مقدونيا القديمة في شمالي اليونان خلال هذه الفترة حتى تسلمت زمام السلطة في اليونان في سنة 338 ق. م. وفي عام 336 ق. م، أصبح الإسكندر الأكبر حاكمًا لمقدونيا. واستطاع إقامة إمبراطورية، جزء منها في أوروبا ومعظمها في قارة آسيا، وكان مولعًا بالثقافة الإغريقية، وعمل على نشرها في أرجاء إمبراطوريته المترامية الأطراف. ضعفت مقدونيا بعد موت الإسكندر في سنة 323 ق. م. إلا أن حكامها ظلوا يبسطون سيطرتهم على اليونان.

### الحضارة الرومانية

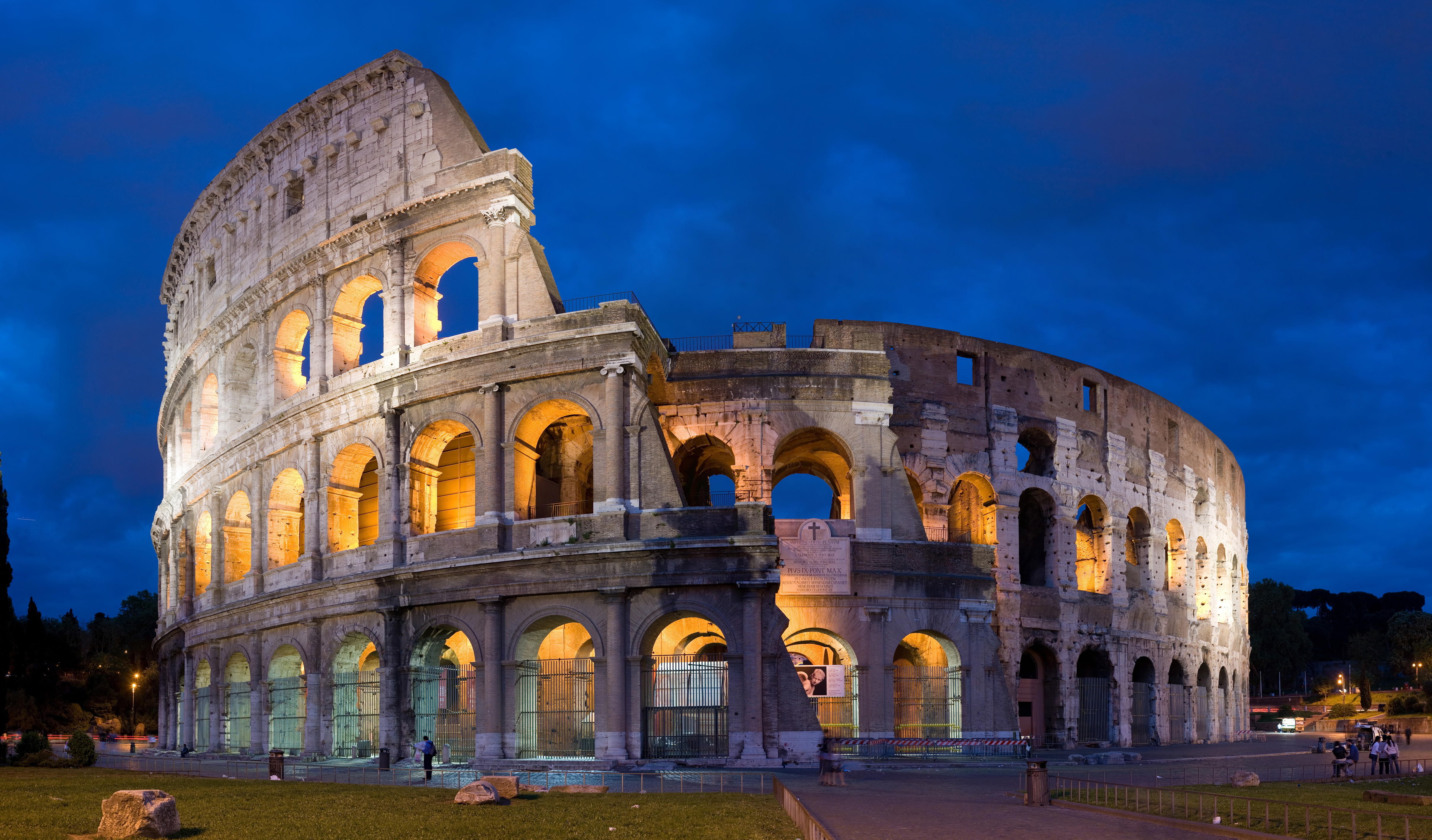
منظر خارجي للمدرج الروماني كولسيوم.

تعد الحضارة الرومانية من أعظم حضارات أوروبا بعد الحضارة الإغريقية. ولايعرف المؤرخون كيف ومتى قامت روما. لكنها كانت تبسط سيطرتها على جميع شبه جزيرة إيطاليا جنوبي مايعرف الآن بفلورنسا، وكان ذلك عام 275 ق. م. وخلال القرنين التاليين تمكن الرومانيون من بناء إمبراطورية امتدت لما يعرف الآن بإسبانيا حتى جنوبي آسيا عبر الساحل الشمالي لإفريقيا وضموا فيما بعد كل ماتبقى من أوروبا إلى إمبراطوريتهم.

خريطة توضح أقصى امتداد للدولة الرومانية وذلك في عهد تراجان

بلغت الإمبراطورية الرومانية أوج عظمتها خلال فترة مايعرف بالسلام الروماني التي استمرت من سنة 27ق.م حتى سنة 180 م. لم تكن هناك دولة في تلك الفترة لها القوة الكافية لتمثل خطرًا على الإمبراطورية الرومانية. لذا أصبحت تلك الفترة فترة سلام. بلغ الفن والعلم الرومانيان الذروة، كما ازدهرت التجارة في جميع أرجاء الإمبراطورية.
اقتبس الرومانيون أفكارًا عديدة من الإغريق مما ساعدهم على نشر الثقافة الإغريقية في أنحاء إمبراطوريتهم. وغالبًا مايطلق على الثقافة الرومانية اسم الثقافة الإغريرومانية. لكن كان للرومان أيضًا إسهاماتهم في الحياة الأوروبية بالتخطيط الدقيق للمدن وتشييد وإقامة شبكات الطرق. كما أصبحت اللغة اللاتينية أساسًا قامت عليه اللغات الرومانسية المتداولة في أوروبا اليوم. كما أصبح كثير من الأسس القانونية التي وضعها الرومان جزءًا من الأنظمة القانونية في أوروبا ولاحقًا جزءًا من الأنظمة القانونية في أمريكا الشمالية وأمريكا الجنوبية.
بدأت المسيحية في فلسطين التي تقع في جنوب غربي آسيا وقد كانت جزءًا من الإمبراطورية الرومانية. وسرعان ما انتشرت في الجزء الأوروبي من الإمبراطورية. ظل الرومان يضطهدون المسيحيون الأوائل حتى مطلع القرن الرابع الميلادي، حيث منح الإمبراطور قسطنطين الكبير النصارى حرية العقيدة، وفي أواخر القرن الرابع الميلادي، أصبحت المسيحية الدين الرسمي للإمبراطورية.
وفي أواخر القرن الثاني الميلادي بدأت بعض القبائل القوية في الشمال والشرق تهديد الإمبراطورية الرومانية التي لم تعد تستطيع الدفاع عن جميع حدودها. فقد كانت الخلافات الداخلية تمثل تهديدًا آخر للإمبراطورية، بدأت الإمبراطورية تتفكك على أثره حتى أعاد الإمبراطور قسطنطين توحيدها عام 324م.
في عام 395م انقسمت الإمبراطورية الرومانية بصورة نهائية إلى إمبراطوريتين. فأصبح النصف الشرقي الإمبراطورية الرومانية الشرقية أو البيزنطية وكانت عاصمتها القسطنطينية (الآن إسطنبول، تركيا). أما باقي الإمبراطورية فأصبح الإمبراطورية الرومانية الغربية وكانت عاصمتها روما.

### العصور الوسطى

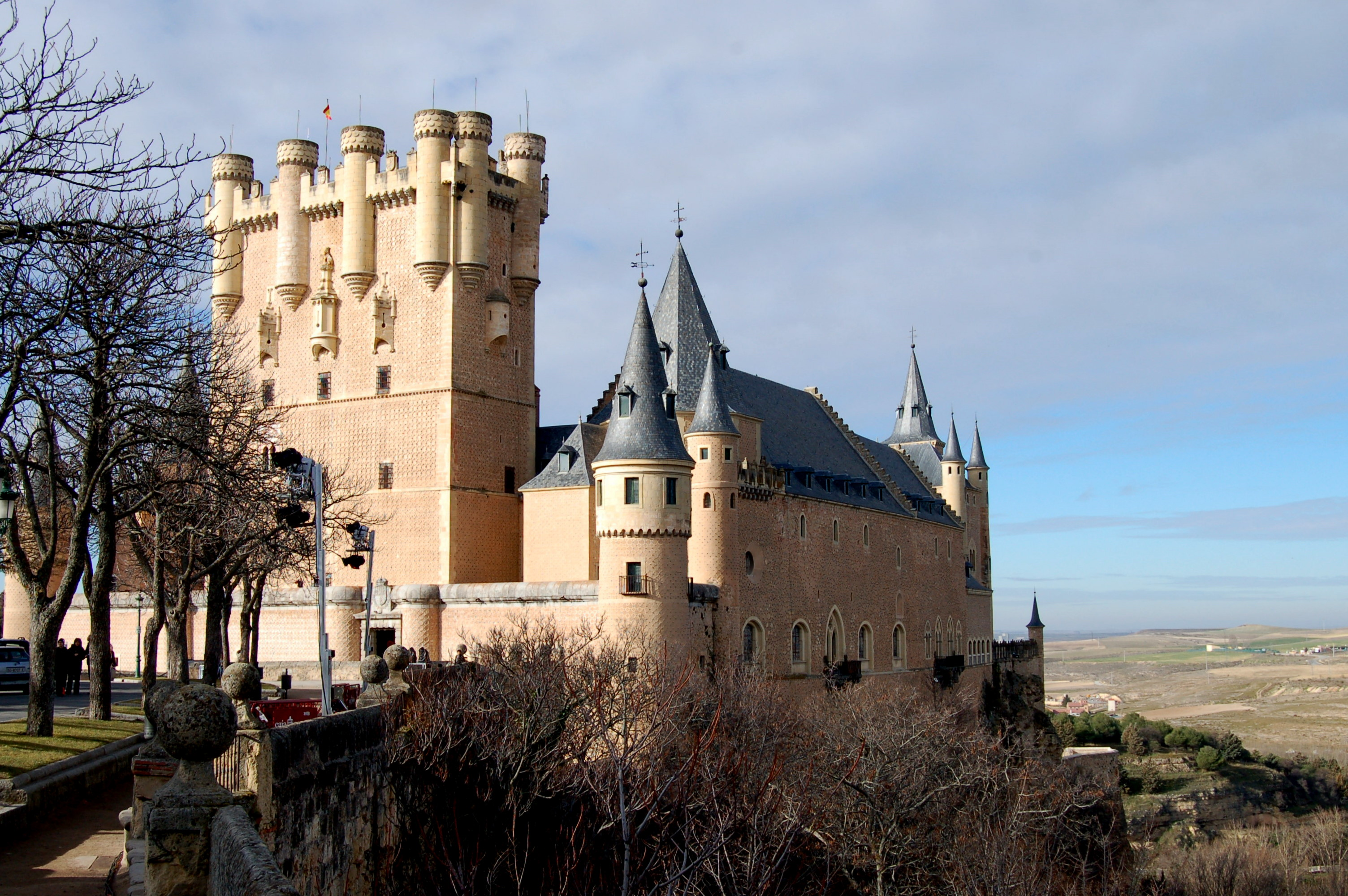
قصر شقوبية يعود للعصور الوسطى.

هي فترة من تاريخ أوروبا بدأت بسقوط الإمبراطورية الرومانية الغربية، واستمرت حتى القرن السادس عشر الميلادي. اختفت في تلك الفترة أقوى الحكومات التي أسسها الرومان، وحلت محلها دويلات وممالك صغيرة. وأصبحت الكنيسة الرومانية الكاثوليكية، القوة الوحيدة صاحبة أوسع نفوذ في القارة، ليس في الأمور الدينية فحسب بل في ميادين السياسة والفنون والعلم أيضًا.
انهارت معظم التجارة الأوروبية، التي ازدهرت ونمت تحت ظل الإمبراطورية الرومانية، خلال السنين الأولى للقرون الوسطى. لذلك اتجه الناس نحو الزراعة فأصبح اعتمادهم عليها في معيشتهم يزداد باستمرار. وفقدت مدن كثيرة أهميتها إذ هاجر سكانها إلى الريف. وبدأت الطبقة الوسطى التي كان يعمل أفرادها في الصناعة والتجارة تتلاشى تدريجيًا، وأوشك الأدب والفن أن يكونا في طي النسيان.
أصبح النظام الاقتصادي الرئيسي في تلك الفترة هو نظام الإقطاع الذي يقوم على تقسيم الأرض إلى مزارع شاسعة يمتلكها الإقطاعيون الأثرياء، ولقد أطلق عليها اسم الضِّياع. كان المزارعون الذين يفلحون هذه الأراضي من جملة ممتلكات اللورد (السيد) مالك الأرض. فكان المزارعون يعتمدون اعتمادًا كليًا على اللوردات في حمايتهم وإدارة شؤونهم، فكان اللورد بمثابة الحكومة.
أنشأ الفرانكيون أقوى مملكة في أوروبا في القرون الوسطى، شملت مايسمى الآن دول بلجيكا وفرنسا وهولندا والجزء الأكبر من غرب ألمانيا التي بلغت أوج قوتها في عهد شارلمان (تشارلز الأكبر) الذي امتد من عام 768 إلى عام 814 م. وقد أقام إمبراطورية امتدت مما يسمى الآن بشمال شرقي إسبانيا شمالاً حتى بحر البلطيق، وشرقًا حتى شبه الجزيرة الإيطالية. حاول شارلمان تقوية الكنيسة الرومانية الكاثوليكية وإعادة تأسيس الإمبراطورية الرومانية الغربية. وفي عام 800م توّجه البابا إمبراطورًا إلا أن إمبراطوريته أخذت في التداعي بعد موته عام 814 م.
في القرن العاشر الميلادي تمكن الألماني أوتو الأول من ضم أراضٍ جديدة إلى دولته كما بسط نفوذه على النصف الشمالي من شبه جزيرة إيطاليا. وفي عام 962 م توج البابا أوتو إمبراطورًا فوضع بذلك اللبنة الأولى لما عُرِف فيما بعد بالإمبراطورية الرومانية المقدسة. كان أوتو يطمح أن تصبح إمبراطوريته من القوة كما كانت عليه إمبراطورية شارلمان. إلا أن الإمبراطورية أخذت في التداعي في القرن الحادي عشر الميلادي.
ظلت معظم دول أوروبا تعاني من الفقر وقلة السكان طيلة الفترة الواقعة بين القرنين الخامس والعاشر الميلاديين. كما لم يكن في الإمكان استغلال المساحات الشاسعة التي تغطيها المستنقعات والغابات الكثيفة في الزراعة. ولقد أدى تفشي الأمراض وانتشار المجاعات ونشوب الحروب وانخفاض معدل المواليد إلى عدم زيادة عدد السكان، بالإضافة إلى أن معدل عمر الإنسان الأوروبي أصبح لايتعدى الثلاثين عامًا.
بعد سقوط إمبراطورية الفرانكيين ظهر في معظم دول غربي أوروبا نظام سياسي عسكري عرف بالنظام الإقطاعي. في ظل هذا النظام بدأ اللوردات الذين كانوا يباشرون سلطات واسعة ويمتلكون معظم الأراضي الزراعية في منح بعض ممتلكاتهم لطبقة النبلاء الذين كانوا أقل ثراء لقاء تعهدهم بالولاء للوردات. ولقد تعهد هؤلاء النبلاء ـ الذين يقلون ثراء ًوجاها عن اللوردات ـ الذين كان يطلق على الفرد منهم اسم المُقْطِع بأن يقاتلوا بجانب اللوردات متى احتاجوا لمساعدتهم.
نجح اللوردات في بداية القرن الحادي عشر الميلادي في تقديم المساعدة العسكرية التي ساعدت على إرساء قواعد الأمن والسلام لفترة من الزمن، فعاد التجار يجوبون طرق أوروبا القديمة من جديد. ودبت الحياة في الطرق التجارية حيث أقيمت عليها المدن. كما بدأ الفلاحون في تعلم وسائل أفضل للزراعة وفي العمل على زيادة الرقعة الزراعية بإزالة الغابات وتجفيف المستنقعات.
أدى النمو الاقتصادي الذي شهدته أوروبا لفترة من الزمن في نهاية الأمر إلى إضعاف نظام الملكية والإقطاع. كما أدى إلى قيام الحكومات الوطنية الأوروبية العظيمة، ونمت المدن نتيجة لازدهار التجارة. فأخذ العديد من المزارعين بترك مهنة الزراعة والهجرة للمدينة بحثًا عن مهن أخرى. بينما فضل آخرون كسب لقمة العيش بالبقاء في مهنهم بزراعة الأراضي القريبة من المدن، وتسويق منتجاتهم من المواد الغذائية للأعداد المتزايدة من سكان المدن.
كانت الطبقة الوسطى التي ظهرت في المدن تمثل في أغلب الأحيان سندًا قويًا للملوك ضد اللوردات الإقطاعيين. ولقد وافق سكان المدن على دفع الجزية للملوك مقابل توفير الحماية لهم ومنحهم حرية الترويج لأعمالهم التجارية. ازداد الملوك قوة على قوة حتى أصبح بمقدورهم استئجار الجيوش وغالبًا ما تمكنوا من إجبار الإقطاعيين على الخضوع لسلطانهم.
في مطلع القرن الرابع عشر الميلادي أدت الحروب والأمراض والمشاكل الاقتصادية إلى تمزيق أوروبا الغربية وإفساد الحياة فيها مرة ثانية، وأدى انهيار النظام الإقطاعي إلى اندلاع الحروب الأهلية عندما ثار الفلاحون ضد لوردات الإقطاع. ونشب القتال بين ملوك بريطانيا وفرنسا حول السيطرة على فرنسا خلال حرب المائة عام التي حدثت بين عامي 1337و 1453م. فإنهكت الحرب اقتصاد أوروبا وعطلت التجارة في جميع أنحائها، بالإضافة إلى ذلك ظهر الموت الأسود (الطاعون الدبلي) فقضى على ربع سكان أوروبا بين عامي 1347، 1350م. ومما زاد من المعاناة تعرض أوروبا للجفاف والفيضانات.
بدأت التحولات الاقتصادية والثقافية والسياسية التي حدثت في بداية القرن الرابع عشر الميلادي تؤدي إلى الخروج بأوروبا من فترة العصور الوسطى. خلال هذه الفترة قل اهتمام العلماء والفنانين بعلم اللاهوت (دراسة المسائل الإلهية) وبدأ التركيز ينصب على محاولات فهم اللغة والتاريخ وطبيعة الإنسان. وعُرفت نظرتهم الجديدة للحياة بالإنسانية التي أصبحت فيما بعد محورًا للفكر الذي قام عليه عصر النهضة. لمزيد من المعلومات عن أوروبا العصور الوسطى.

### الإمبراطورية البيزنطية

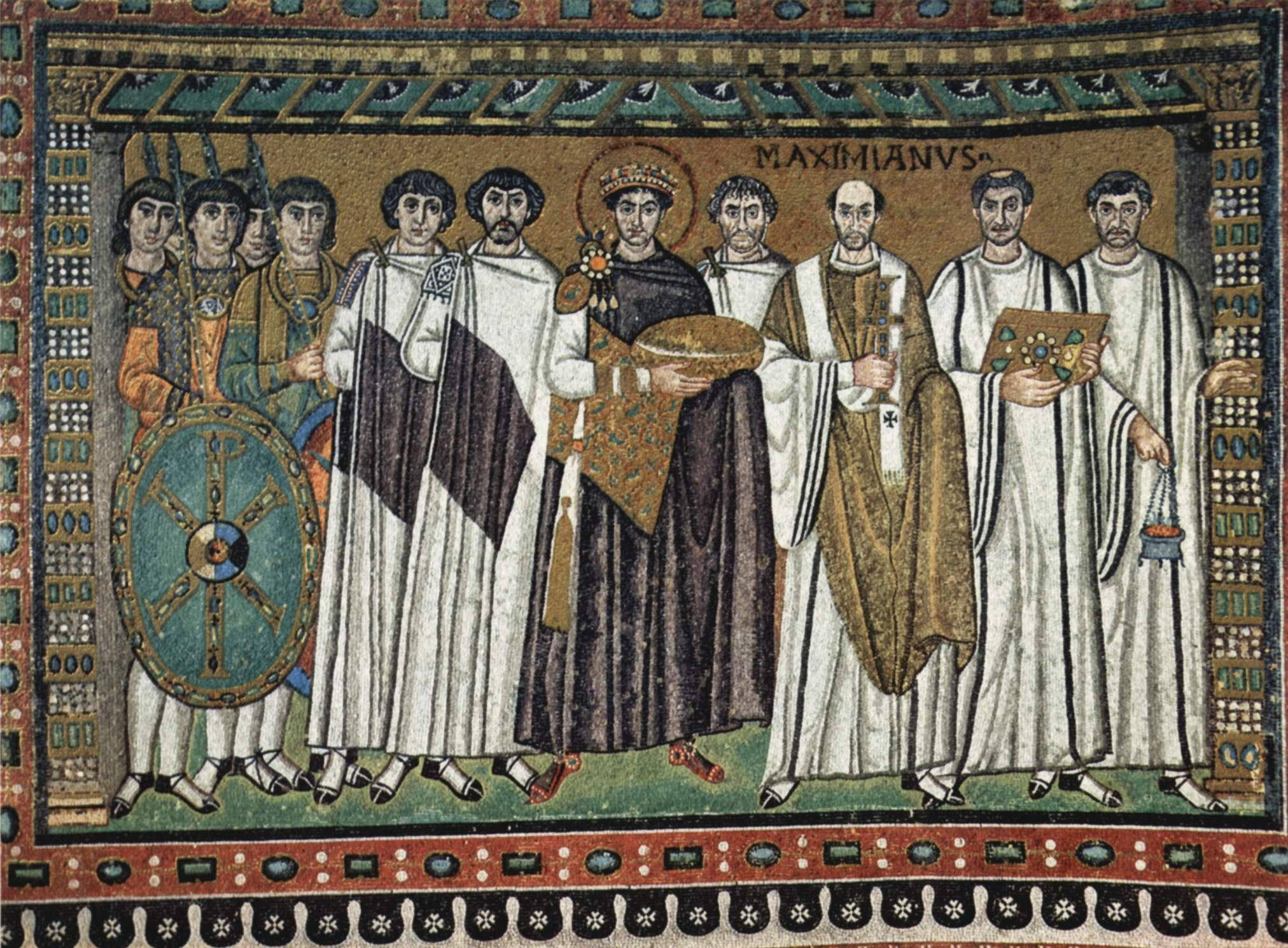
فسيفساء جستينيان الأول وهو من أهم الأباطرة البيزنطيون.

سادت الإمبراطورية البيزنطية، التي تعد امتدادًا طبيعيًا للإمبراطورية الرومانية الشرقية، طيلة العصور الوسطى. وفي القرن السادس الميلادي بسطت هذه الإمبراطورية سيطرتها على جنوب شرقي أوروبا، والأجزاء التي تعرف الآن بإيطاليا وإسبانيا، وعلى العديد من دول الشرق الأوسط، والأراضي الواقعة على امتداد ساحل أفريقيا الشمالي. لكن، بحلول عام 1400م لم يبق من تلك الإمبراطورية العظيمة سوى المناطق المحيطة بعاصمتها، القسطنطينية.
كانت الإمبراطورية البيزنطية لعدة قرون تمثل حاجزًا واقيًا يحمي أوروبا من هجمات القبائل البربرية، كما حافظت الإمبراطورية الرومانية كذلك على الكثير من الثقافتين الإغريقية والرومانية اللتين تعرضتا للإهمال التام من قبل أوروبا الغربية خلال فترة العصور الوسطى. أصبحت القسطنطينية مركزًا للمسيحية الشرقية، وانتشرت المسيحية من الإمبراطورية البيزنطية في كثير من مناطق أوروبا الشرقية. وبعد انقسام الكنيسة المسيحية في القرن الحادي عشر الميلادي نشأت الكنائس الأورثوذكسية من المسيحية البيزنطية.

### تأثير المسلمين

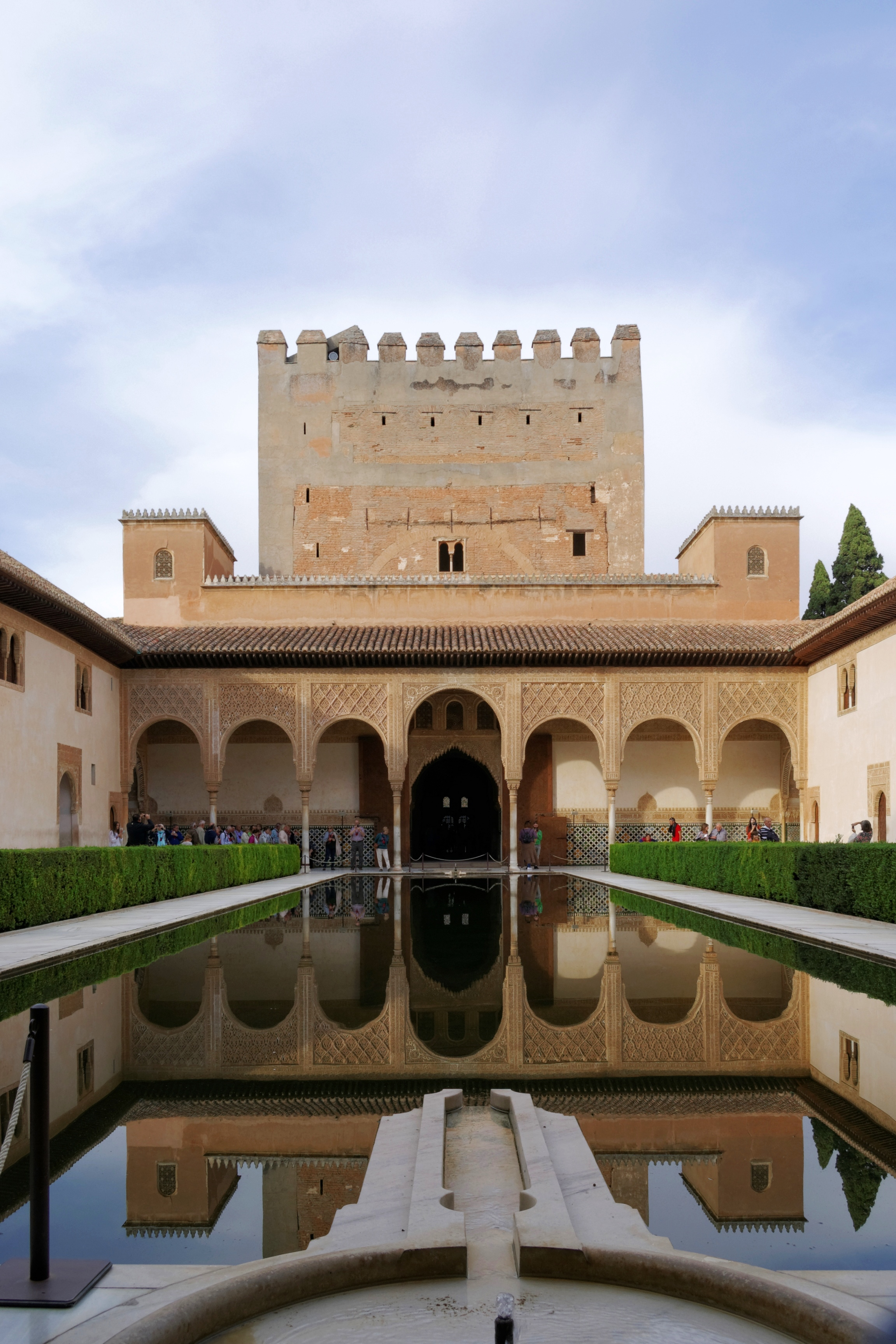
قصر الحمراء في الأندلس.

في مطلع القرن الثامن الميلادي، أي بعد مرور حوالي قرن كامل من مجيء الإسلام كدين في الجزيرة العربية، تمكن المسلمون من نشر الإسلام في الشرق الأوسط ومعظم بلاد شمالي أفريقيا. وقد امتدت غزوات المسلمين إلى أوروبا فشملت إسبانيا. واتسعت الدولة الإسلامية. وظل المسلمون يحتفظون بمركز القوى في إسبانيا حتى القرن الثالث عشر الميلادي.
وفي القرن الحادي عشر الميلادي تمكن المسلمون الأتراك القادمون من أواسط آسيا من فتح آسيا الصغرى (تركيا الآن)، والشرق الأوسط. وفي بداية القرن الرابع عشر الميلادي جاءت مجموعة أخرى من المسلمين ـ هم الأتراك العثمانيون ـ فبسطت سيطرتها على هذه المناطق. وفي منتصف القرن السادس عشر الميلادي أصبحت الدولة العثمانية تشمل أجزاءً كثيرة من الشرق الأوسط، وشمالي أفريقيا وجنوب شرقي أوروبا. ولقد احتفظت الدولة العثمانية بتلك الأراضي حتى القرن التاسع عشر.
نظمت دول غربي أوروبا في الفترة من عام 1100 م وحتى عام 1300 م تقريبًا سلسلة من الحملات العسكرية التي سميت بالحملات الصليبية بهدف الاستيلاء على فلسطين من المسلمين. فشل الصليبيون في السيطرة التامة على الأراضي المقدسة، لكنهم استفادوا من التجارة مع المسلمين. ولقد وسع الصليبيون التجارة بينهم وبين المسلمين فارتفع معدل السلع المتبادلة بينهم.
كان للمسلمين إسهامات كثيرة في الثقافة الأوروبية. فلقد احتفظوا بعدد كبير من المخطوطات الإغريقية القديمة حتى غدت في متناول يد العلماء الأوروبيين. ولهم أيضًا إسهامات كثيرة في دراسة الرياضيات والطب، كما أدخلوا النظام العددي العربي المعمول به حتى يومنا هذا في أوروبا.

### عصر النهضة

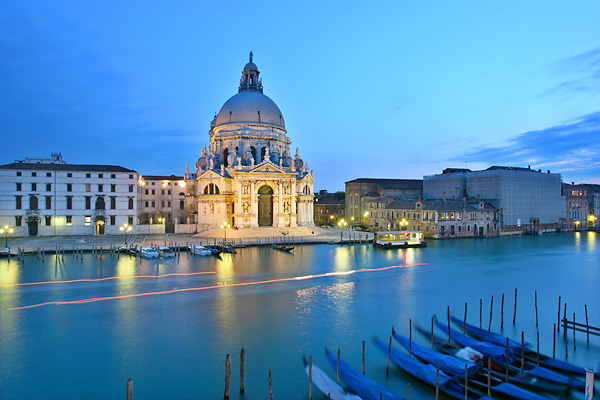
كنيسة تعود لعصر النهضة في البندقية؛ كانت الكنيسة الرومانية الكاثوليكية من أبرز رعاة وداعمين عصر النهضة.

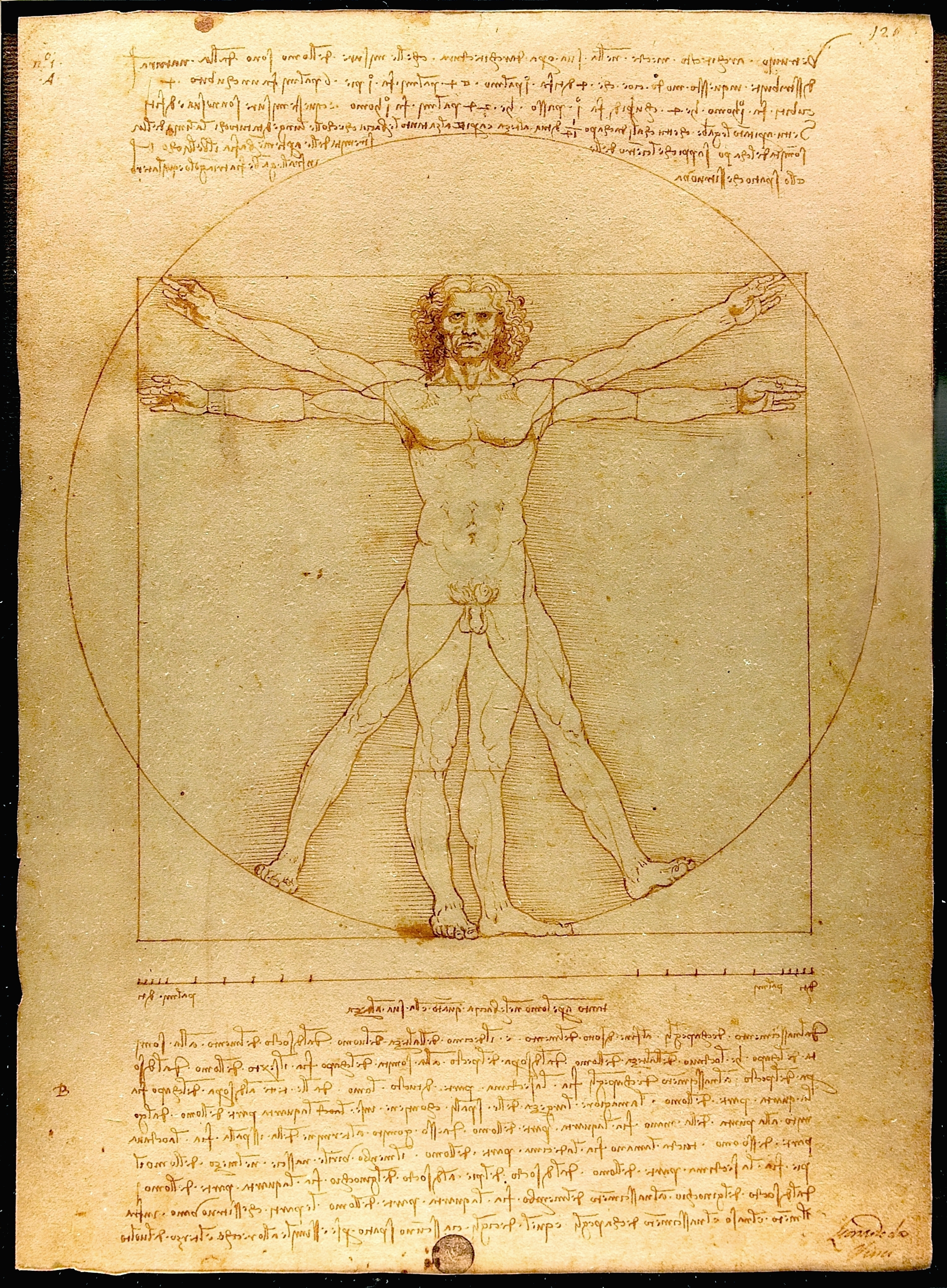
توضّح لوحة الرجل الفيتروفي لليوناردو دا فينشي تأثير مؤلفي العصور القديمة على مفكري عصر النهضة.

امتد عصر النهضة الأوروبية لفترة ثلاثمائة عام وتميز بازدهار الفن والعلم. ولقد نشأت الأوروبية في أوائل القرن الرابع عشر الميلادي، وأواخر العصور الوسطى، في إيطاليا، وانتشرت في معظم أنحاء أوروبا خلال القرنين الخامس عشر والسادس عشر الميلاديين. وكان لفكر عصر النهضة التأثير الأكبر على الحضارة الغربية منذ ذلك الحين.
اتخذ أولئك الناس الذين عاشوا في عصر النهضة من الثقافتين الإغريقية والرومانية القديمتين نموذجًا يحتذى كما أكدوا أهمية إنسانية الإنسان. ولقد أسهمت هذه الفلسفة لحد بعيد في ظهور مفهوم الديمقراطية، وتجديد الاهتمام بالتعليم والبحث العلمي. وفي حوالي عام 1440م اخترع الطابع الألماني جوهانس جوتنبرج الطباعة بالحروف المعدنية المنفصلة، وقد أدى هذا إلى نشر أفكار مهمة.

### حركة الإصلاح الديني اللوثري

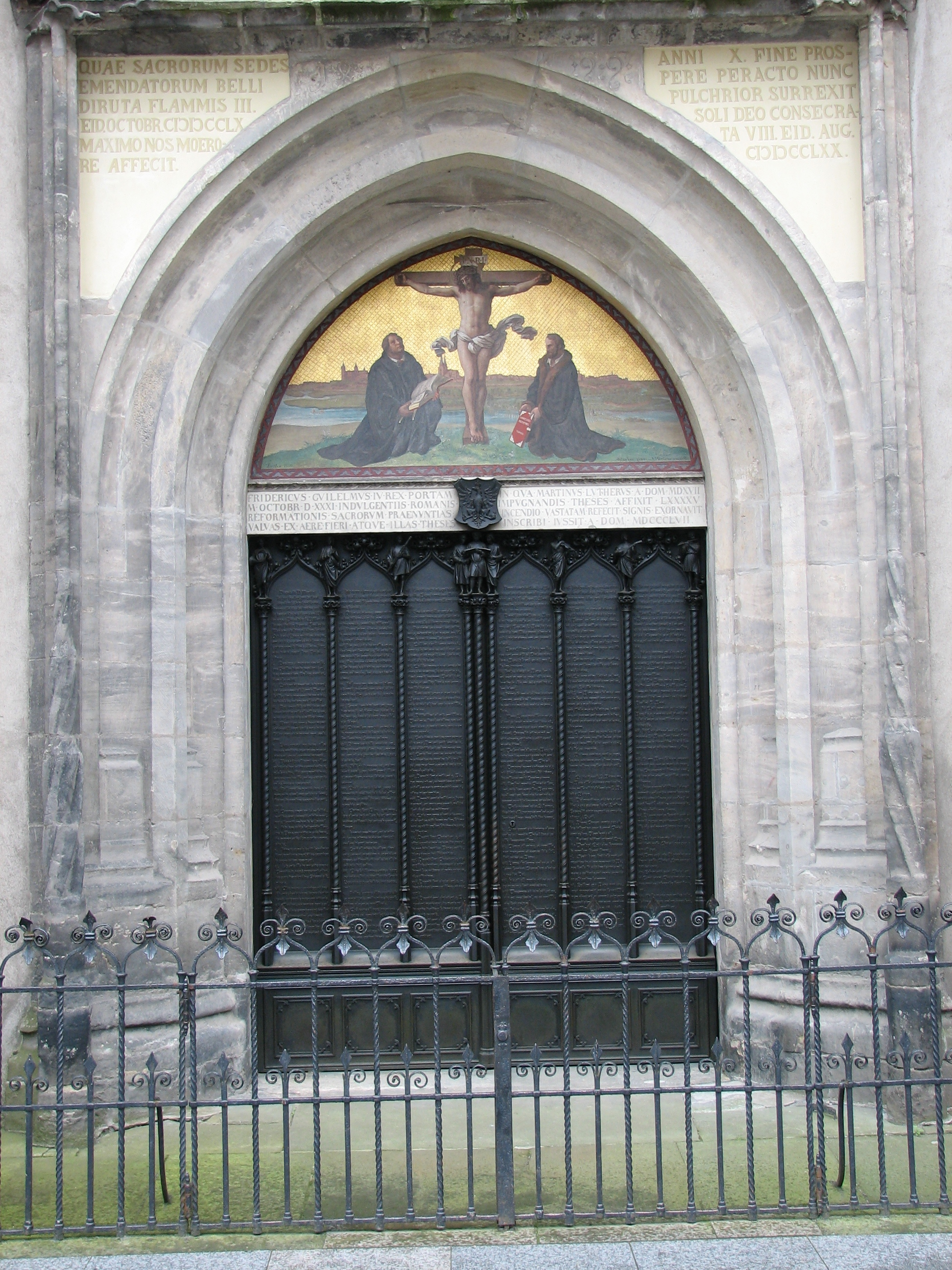
باب كنيسة جميع القديسين في فيتنبرغ، والتي علق لوثر على بابها القضايا الخمس والتسعين، في 31 أكتوبر 1517، والتي شكلت بداية الإصلاح البروتستانتي.

هي حركة دينية مسيحية ظهرت في أوروبا في القرن السادس عشر الميلادي. وبدأت كمحاولة لإحداث التغيير في الكنيسة الرومانية الكاثوليكية. لكن كان من نتائجها مولد البروتستانتية.
فقدت الكنيسة الرومانية الكاثوليكية قدرًا كبيرًا من نفوذها خلال القرنين الرابع عشر والخامس عشر الميلاديين إذ أضعفتها النزاعات الداخلية وبعض الممارسات الخاطئة. وفي الوقت نفسه أصبحت قوة الملوك المتزايدة تمثل تهديدًا صارخًا لسلطة البابا والإمبراطور الروماني. كان قادة الإصلاح يتهمون الكنيسة بأنها قد أهملت مسؤولياتها الروحية مما جعل الناس يفقدون الثقة في قادتها.
انتقد العديد من قادة الإصلاح الديني في أوروبا الكنيسة الرومانية الكاثوليكية. إلا أن مارتن لوثر الراهب الألماني وأستاذ علم اللاهوت تزعم حركة الإصلاح ابتداءً من عام 1517م. ولقد أدت انتقادات مارتن لوثر وأتباعه إلى انفصالهم النهائي عن الكنيسة الكاثوليكية. وفي أقل من أربعين عامًا أدت حركة الإصلاح الديني اللوثري إلى قيام الكنائس البروتستانتية في نصف بلدان أوروبا تقريبًا. في الوقت نفسه انبثقت حركة إصلاح أخرى من الكنيسة الكاثوليكية عرفت بحركة الإصلاح المضاد.
انتشرت البروتستانتية انتشارًا واسع النطاق في أقاليم أوروبا الشمالية، بينما ظل معظم أهل الجنوب على المذهب الكاثوليكي. فأدى هذا الانقسام في الكنيسة الرومانية الكاثوليكية إلى اندلاع سلسلة من الحروب الدينية بين البروتستانتيين والكاثوليك الرومان التي انتهت بحرب الثلاثين عاما. ولقد اشتركت دول أوروبية عديدة في تلك الحرب التي امتدت من عام 1618م إلى عام 1648م.

### ظهور القوى العظمى

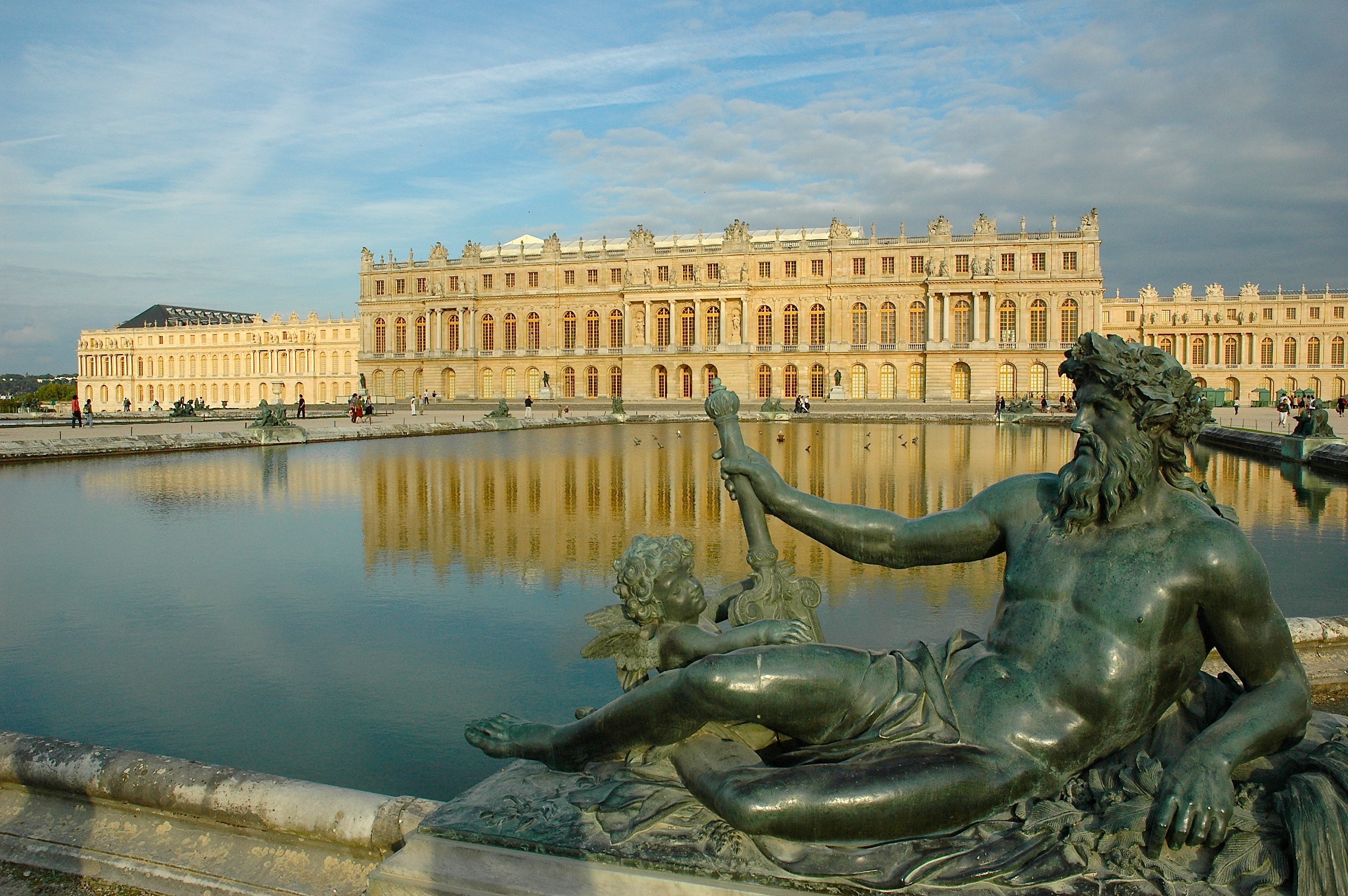
قصر فيرساي بناه الملك الفرنسي لويس الرابع عشر.

بدأت القوى العظمى في الظهور في السنين الأخيرة للعصور الوسطى حيث زادت قوة وسطوة الملوك مع اضمحلال وضعف قوة اللوردات الإقطاعيين، بينما فقدت الكنيسة الرومانية الكاثوليكية في الوقت نفسه نفوذها وتأثيرها على الشؤون الأوروبية. ثم حدثت النزاعات الدينية في القرنين السادس عشر والسابع عشر الميلاديين فزادت من ضعف الكنيسة الكاثوليكية ومكنت الملوك من بسط سطوتهم للحفاظ على سلامة وأمن المواطنين.
في مطلع القرن الثامن عشر الميلادي، أدت تلك السلسلة من الحروب وعملية بناء الدول لظهور القوى العظمى التي أصبحت تهيمن على أوروبا طيلة المائتي عام التي أعقبت ظهورها. فخلال القرنين الثاني عشر والثالث عشر أصبحت فرنسا وبريطانيا دولتين متحدتين قويتين. وأصبحت إسبانيا والبرتغال القوتين العظميين في أوروبا في القرن الخامس عشر الميلادي، إلا أن قوتهما بدأت في الاضمحلال في القرن السادس عشر الميلادي. وكانت هولندا في القرن السابع عشر تحتل المرتبة الأولى من حيث قوتها البحرية الضاربة، ولكن اندلاع الحروب بينها وبين إنجلترا وفرنسا بين عامي 1652م و1713م أضعف من قوة هولندا، فأصبحت بريطانيا وفرنسا من أقوى الدول الأوروبية حيث احتلتا المرتبة الأولى بالنسبة لدول أوروبا الأخرى. وفي هذا الوقت أصبحت كل من بروسيا وروسيا دولتين قويتين كذلك.
انتشر تأثير أوروبا ونفوذها حول العالم في عصر الاكتشافات الأوروبية العظمى الذي بدأ في القرن الخامس عشر الميلادي. فاحتل البحارة البرتغاليون والإسبان المرتبة الأولى من حيث الاكتشافات التي تمت في القرنين الخامس عشر والسادس عشر الميلاديين. وكان كريستوفر كولمبوس البحار الإيطالي الذي كان يعمل في خدمة الإسبان قد وصل إلى أمريكا في رحلته من إسبانيا إلى جزر الهند الغربية عام 1492م. كما قام أيضًا المكتشف البرتغالي فاسكو داجاما بأول رحلة بحرية له من أوروبا إلى الهند حول أفريقيا في عامي 1497و 1498م. وبعد عشرين عامًا قام بحار برتغالي كان يعمل في خدمة الإسبان اسمه فرديناند ماجلان بتنظيم أول بعثة اكتشافية حول العالم. كما اشترك العديد من البحارة من إنجلترا وفرنسا وهولندا، في اكتشافات ماوراء البحار.
في تلك الفترة أقامت القوى الأوروبية المستعمرات في أفريقيا وآسيا والأمريكتين، ونتيجة لنمو التجارة المطرد في تلك المستعمرات أصبحت الدول الأوروبية أكثر ثراءً وقوة مما كانت عليه.

### عصر العقل

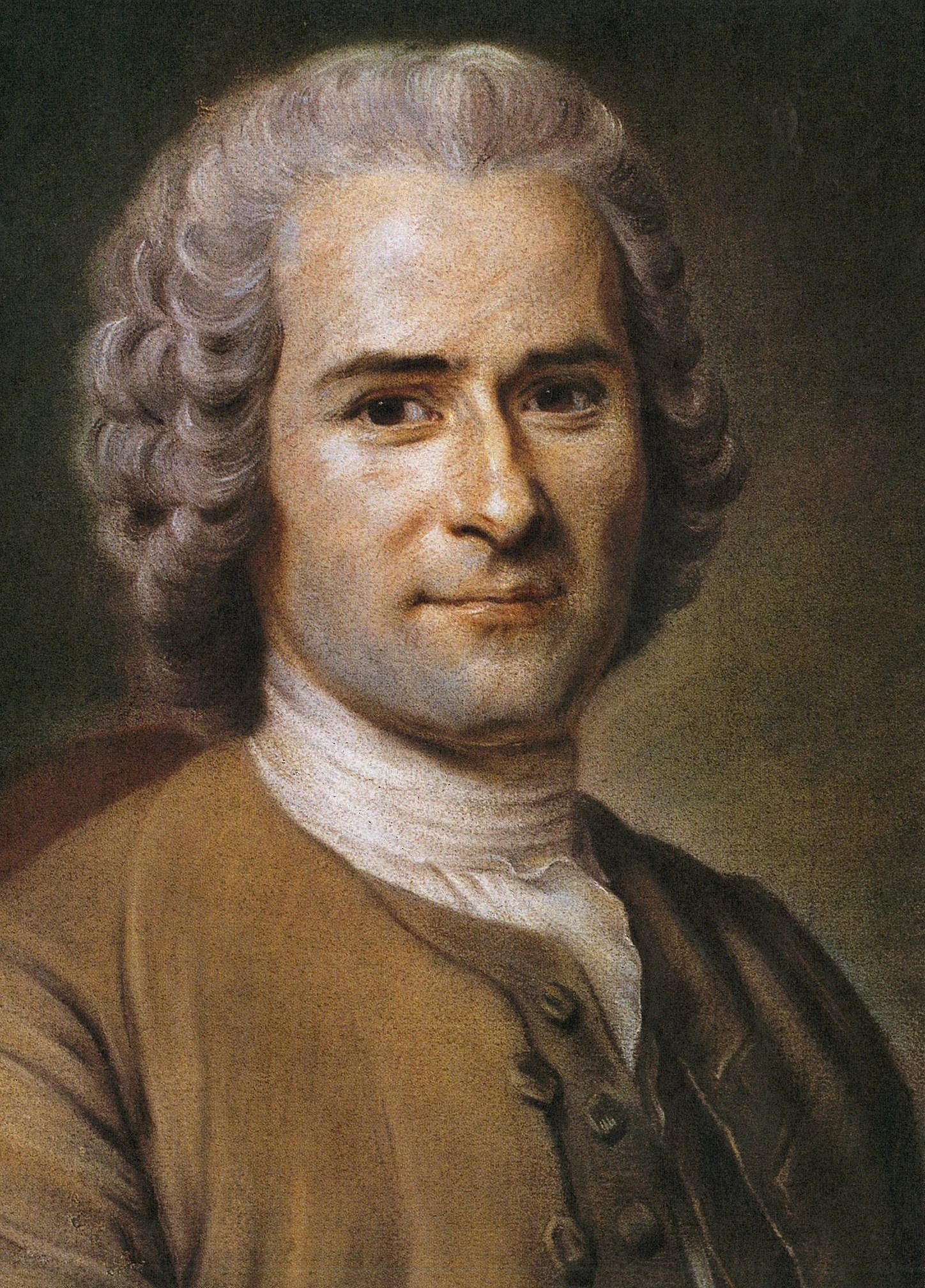
جان جاك روسو

بدأ في القرن السابع عشر الميلادي وانتهى في أواخر القرن الثامن عشر. وفي هذه الفترة كان معظم المفكرين الأوروبيين البارزين يؤكدون أهمية دور العقل ويلحون على أنه الوسيلة الوحيدة للوصول إلى الحقيقة.
قاد اعتقاد المفكرين الأوروبيين في قدرة العقل إلى نشأة منهج البحث العلمي الحديث. وقد قام العلماء بتطبيق عملية التفكير والاستنتاج في دراستهم للعامل المادي، وصاغوا الأحكام العامة للدراسات العلمية التي ما زالت تتبع حتى يومنا هذا. وللعلماء في عصر النهضة الفضل في الاكتشافات المهمة في مجالات التشريح والفلك والكيمياء وعلم الهندسة. فعلى سبيل المثال اكتشف عالم الفلك الإيطالي جاليليو أن القمر لايضئ بذاته واكتشف الطبيب وعالم التشريح الإنجليزي وليم هارفي الدورة الدموية الكبرى. (ويذكر أن ابن النفيس العالم العربي المسلم قد اكتشف الدورة الدموية الصغرى (الرئوية) ووصفها وصفا علميا صحيحا في كتابه شرح تشريح القانون عند وصفه للرئة).
ولقد قاد نجاح أمثال هؤلاء العلماء الأوروبيين إلى الاعتقاد بأن الإنسان قادر على أن يتحكم في الطبيعة، وبدأ علماء آخرون أمثال جون لوك، وتوماس هوبز بتطبيق مناهج شبيهة بالمنهج العلمي على دراسة بعض العلوم كالاقتصاد وعلم السياسة والعلوم الدينية.
بدأ الأوروبيون في أواخر القرن الثامن عشر الميلادي، كرد فعل لهذه التطورات، يحسون بقيمة الشعور والأحاسيس والفردية بدلاً من إحساسهم بقيمة الجماعة وقيمة العقل. وقد أدت هذه الأفكار إلى ظهور الحركة الرومانسية التي وضعت نهاية لعصر العقل.
يرى عدد من المؤرخين وعلماء الاجتماع أن ظهور البروتستانتية كان لها أثر كبير في نشوء الثورة العلمية، وكأحد الأسباب التي أدت إلى الثورة العلمية خاصًة في انكلترا وألمانيا، فقد وجدوا علاقة ايجابية بين ظهور حركة التقوى البروتستانتية والعلم التجريبي.
واستنادًا إلى روبرت ميرتون فأن العلاقة بين الانتماء الديني والاهتمام بالعلم هو نتيجة لتضافر كبير بين القيم البروتستانتية وتلك في العلوم الحديثة. وقد شجعت القيم البروتستانتية على البحث العلمي من خلال السماح بالعلم لتحديد تأثير الله على العالم، وبالتالي يتم تقديم مبررات دينية لأغراض البحث العلمي.

### الديمقراطية والقومية

اقتحام سجن الباستيل الذي قاد للثورة الفرنسية.

ظهرتا كقوتين سياسيتين مؤثرتين في أوروبا خلال القرنين السابع عشر والثامن عشر الميلاديين. ولقد نمت الحركة الديمقراطية لدرجة كبيرة، بسبب عصر التنوير، وتحديات ذلك العصر للسلطة التقليدية. أما القومية فلقد انبثقت تباعًا من المشاعر القومية، التي وحدّت أفراد كل شعب من شعوب أوروبا في نضالهم من أجل الحكم الديمقراطي.
قام الشعب الإنجليزي في القرن السابع عشر بأخطر تحد في القرون الوسطى ضد تسلط الملوك في أوروبا، حيث ألغى نظام الملكية في أعقاب حرب أهلية، فاختفت الملكية لمدة عشرة أعوام في منتصف القرن السابع عشر، وفي عام 1689م، أجاز البرلمان الإنجليزي وثيقة (بيان) الحقوق التي أعطت البرلمان سلطات أوسع وحدت من سلطة الملوك، ومنحت الشعب ضمانات تكفل له حريته.
تعد الثورة الفرنسية التي استمرت من عام 1789م إلى عام 1799م أكثر الثورات الديمقراطية أهمية في أوروبا في تلك الفترة. فلقد ثارت الطبقتان الدنيا والوسطى الناميتان ضد الملك لويس السادس عشر واستولتا على مقاليد الحكم. وتبنت الجمعية الوطنية الفرنسية وثيقة إعلان حقوق الإنسان وحقوق المواطن. وهي وثيقة تطرح مبادئ حرية الإنسان وحقوق الفرد من وجهة النظر الأوروبية. وفي أثناء الثورة الفرنسية برز من بين صفوف الجيش الفرنسي نابليون بونابرت الذي تمكن من الاستيلاء على الحكم عام 1799م، وباستيلائه على الحكم كانت نهاية الثورة الفرنسية.
وضعت الثورة الفرنسية فرنسا في وضع مواجهة مع الدول الأوروبية الأخرى. فقد انتاب ملوك الدول الأوروبية الأخرى الهلع من انتشار أهداف وغايات الديمقراطية. وكان جيش نابليون يبدو منذ البداية جيشًا لايقهر. ففي عام 1812م تمكن نابليون من الاستيلاء على أهم الأراضي الأوروبية الرئيسية الواقعة إلى الغرب من روسيا، لكنه فقد معظم جيشه في العام نفسه عندما قام بغزو روسيا. وكانت معركة واترلو المعركة الحاسمة في تاريخ فرنسا إذ هُزم فيها نابليون وتم عزله من الحكم من قبل قوات الحلفاء الأوروبيين عام 1815 م. إلا أن أفكار الثورة الفرنسية استمرت في الانتشار في كل أنحاء أوروبا.
اجتمع قادة أوروبا السياسيون في مؤتمر فيينا خلال عامي 1814 و1815م، محاولين إعادة نظام أوروبا السياسي للحالة التي كان عليها قبل الثورة الفرنسية. أجرى المؤتمر تعديلات في حدود العديد من الدول الأوروبية، كما حاول كبح مشاعر الشعب نحو الديمقراطية والقومية، وأعاد المؤتمر الملكية ـ التي أطاح بها نابليون ـ إلى فرنسا وإسبانيا وإلى العديد من الدول الأوروبية الأخرى. وفي بعض الحالات نجح المؤتمر في توحيد مختلف القوميات تحت حكم واحد. ولكن هذه التغييرات فشلت في إيقاف انتشار القومية والديمقراطية في أوروبا.
اندلعت عدة ثورات خلال القرن التاسع عشر الميلادي في أجزاء متفرقة من أوروبا، وتم تكوين عدة حكومات وطنية. فعلى سبيل المثال اندلعت ثورات ضد الحكم الملكي في إيطاليا وإسبانبا عام 1820م، وفي اليونان عام 1821م. وفي مطلع الثلاثينيات قامت الثورات الديمقراطية في كل من بلجيكا وفرنسا وبولندا. وفي عام 1861 م قامت دولة إيطاليا الوطنية. وفي عام 1871م تبعتها دولة ألمانيا فظهرت كدولة وطنية. وبحلول القرن العشرين الميلادي أصبح لكل دولة أوروبية باستثناء روسيا دستور خاص بها وعلى الأقل، بعض المؤسسات الديمقراطية.

### الثورة الصناعية

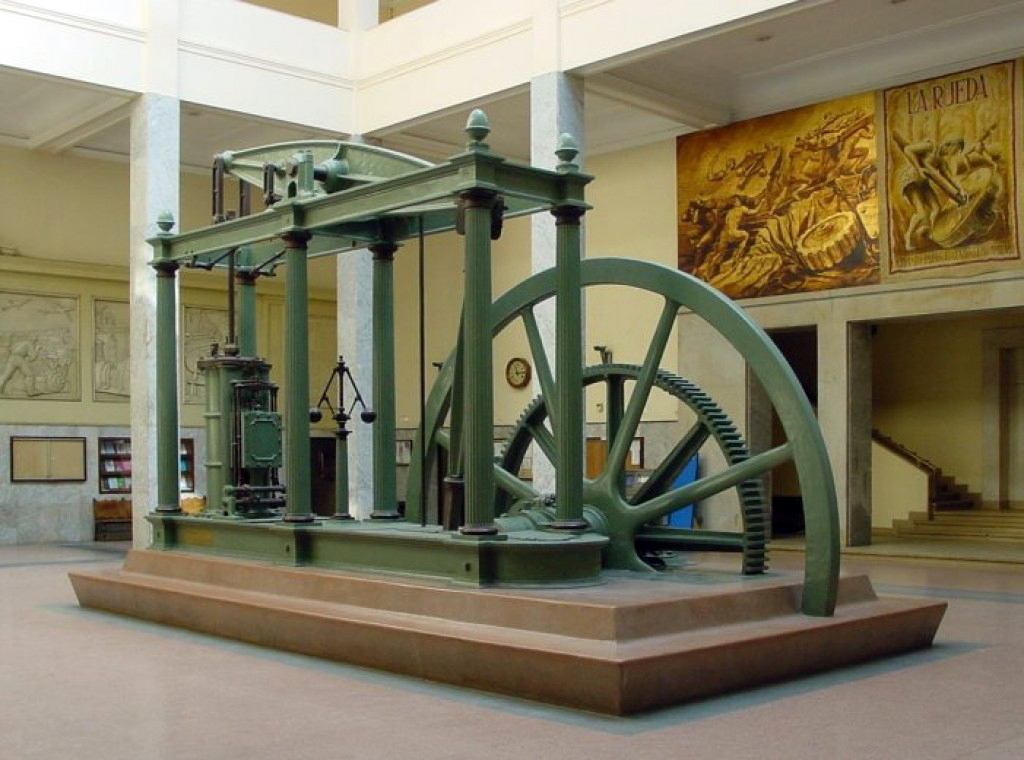
الآلة البخارية.

بدأت في بريطانيا خلال القرن الثامن عشر الميلادي بسبب توفر الفحم الذي اكتشف لأول مرة في بريطانيا وكان توفر الايدي العاملة سبب مهم أيضا.... ثم نمت بسرعة فائقة مع تطور الآلات ذات المحرك والأساليب الحديثة للإنتاج. وبعد ذلك انتشرت في منتصف القرن التاسع عشر الميلادي في غربي أوروبا.
كان معظم الأوروبيين يعملون بالزراعة قبل الثورة الصناعية. ولكن بعد ظهور المصانع تحولت المدن بسرعة فائقة إلى مدن صناعية. وبدأ سكان الريف في التدفق نحو المدن للعمل في المصانع. فأحدث ذلك النمو الصناعي تحولات اجتماعية هائلة كما بدأت الطبقة الوسطى من وجهاء رجال الأعمال والصناعيين في النمو السريع. فلقد استأثر هؤلاء بامتلاك معظم المصانع، وتوظيف العمال، وإدارة البنوك والمناجم والأسواق، والسكك الحديدية والمؤسسات التجارية.
أصبحت وسائل الإنتاج الحديث في الوقت نفسه تمثل تهديدًا لأصحاب المهن والحرف اليدوية الماهرة وخرجت المرأة والأطفال للعمل خارج المنزل، كما تدفق العمال غير المهرة إلى المدن الصناعية. فاكتظت المدن بالعمال الذين كانوا يتقاضون أجورا متدنية ويعيشون في أوضاع سيئة وفقر مدقع.
كانت أخلاق العمل البروتستانتية كقيم الموثوقية، والادخار، والتواضع، والصدق، والمثابرة والتسامح، أحد أسباب نشأة الثورة الصناعية.
ظهر الفيلسوف الاشتراكي الألماني كارل ماركس صاحب نظرية الشيوعية خلال منتصف القرن التاسع عشر الميلادي، وكان يحض العمال على الثورة للانقضاض على الرأسمالية، وإقامة أنظمة اقتصادية تديرها الدولة، ومجتمعات تذوب فيها الطبقات الاجتماعية، كما أنه كان يؤمن بحتمية قيام الثورة الاشتراكية كنتيجة طبيعية للثورة الصناعية. لكن لم تحدث الثورة كما تكهن بها ماركس.
نجح العمال في كثير من الدول في اكتساب الحق في تكوين النقابات العمالية خلال القرن التاسع عشر الميلادي. فبدأت بريطانيا ودول أخرى إقرار قوانين تنظيم العمل والعمال في المصانع. وكان لبريطانيا وألمانيا الدور الرائد في وضع تطبيق تشريع الضمان الاجتماعي الذي يضمن للعمال التأمين ضد الحوادث والمرض والبطالة. وبنهاية القرن التاسع عشر الميلادي كوّنت النقابات ووُضعت قوانين تنظيم العمل والعمال في معظم الدول الصناعية.

### التوسع الاستعماري

خريطة تبين امتداد الدول التي استعمرت أراضي دول أخرى من 1492 حتى 1974

كان من أثر الثورة الصناعية، التي كانت ماتزال مستمرة في تقدمها، توسع الدول الأوروبية الاستعماري بحثًا عن المواد الخام مثل لب جوز الهند والقطن لسد حاجة المصانع، وسعيًا لإيجاد أسواق لمنتجات تلك المصانع. وبما أن هذه المواد متوفرة بكثرة في قارتي أفريقيا وآسيا، وبما أن القارتين كانتا بمثابة أسواق ضخمة للسلع الأوروبية كالأسلحة والملابس والحديد، فقد أصبحتا هدفًا للتوسع الاستعماري الأوروبي. ونسبة لهذه الأسباب مجتمعة سارعت الدول الأوروبية بصفة رئيسية وخاصة فرنسا وإنجلترا إلى إقامة العديد من المستعمرات في هاتين القارتين. وخلال القرن التاسع عشر وأوائل القرن العشرين الميلاديين أصبحت معظم بلدان أفريقيا ونحو ثلث أقطار آسيا مستعمرات أوروبية.

### الحرب العالمية الأولى
بدأت في أوروبا كنتيجة مباشرة أولاً للتنافس الاقتصادي بين الدول الأوروبية وتسابقها على إقامة المستعمرات، وثانيًا لرغبة الجماعات القومية في تحقيق الاستقلال لبلادها، وثالثًا كنتيجة للأحلاف العسكرية السرية بين دول أوروبا.
انقسمت دول أوروبا إلى مجموعتين متصارعتين كانت المجموعة الأولى تضم بريطانيا وفرنسا وروسيا ودولاً أخرى وكانت تعرف باسم الحلفاء، تقابلها المجموعة الثانية التي تضم ألمانيا والمجر والنمسا وحلفاءهم وكانت تعرف بدول الوسط. انضمت الولايات المتحدة الأمريكية للحلفاء عام 1917م، وقامت في نوفمبر من العام نفسه الثورة البلشفية التي أدت إلى إقامة ديكتاتورية شيوعية في روسيا مما جعلها تنسحب من الحرب. وفي عام 1918 م انتصر الحلفاء فتم التوقيع على معاهدة فرساي التي انتهت بموجبها الحرب عام 1919م.
أحدثت الحرب كثيرًا من التغييرات في حكومات دول أوروبا، فمثلاً قسمت النمسا ـ المجر إلى عدة دويلات قومية، كما نالت ست دول استقلالها، وهي تشيكوسلوفاكيا وإستونيا ولاتفيا ولتوانيا وبولندا، والدولة التي أصبحت تعرف فيما بعد باسم يوغوسلافيا. كما انهار النظام الملكي في ألمانيا، وقامت مكانه جمهورية ديمقراطية.

### العالم بين الحربين العالميتين
لم تترك معاهدة فرساي بعض المشاكل والأمور المعلقة بدون حل فحسب بل أوجدت مشاكل جديدة مثل تغيير الحدود بين الدول وتكوين دول أوروبية جديدة، كما أجبرت ألمانيا على نزع السلاح وفرضت عليها دفع تعويضات هائلة للحلفاء. وفي العقد الثاني من القرن العشرين الميلادي طالبت الأقليات الألمانية في الدول حديثة التكوين بسيادة ألمانيا على أراضيها. كما أن عملية نزع السلاح وإجبار ألمانيا على دفع التعويضات للحلفاء جعلا الألمان يشعرون بالمرارة لقسوة معاملة العالم لهم.
أصبح ستالين في العقد الثاني للقرن العشرين الميلادي زعيمًا على الاتحاد السوفييتي الذي أنشئ بقيادة روسيا عام 1924. وفي الوقت نفسه أقام موسوليني نظامًا ديكتاتوريًا للحكم في إيطاليا سمي بالفاشية. ومن العوامل التي ساعدت هؤلاء وغيرهم من الزعماء الشيوعيين والفاشيين على الوصول إلى السلطة الكساد الاقتصادي الذي عم أوروبا في العقد الثالث للقرن العشرين. كما وجد القادة الجدد استعدادًا لدى الملايين من الناس لتقبل وعودهم لهم بحياة أفضل، وظروف عمل أحسن. أقام أدولف هتلر عام 1933م الديكتاتورية النازية الفاشية في ألمانيا.
كانت الحرب الأهلية الإسبانية (1936 - 1939م). بمثابة اختبار للقوى العسكرية لكل من هتلر وموسوليني وستالين حيث كان الاتحاد السوفييتي السابق يدعم الإسبان الموالين له، بينما كان الألمان والإيطاليون يساعدون القوات المتمردة بقيادة فرانسيسكو فرانكو الذي حالفه النصر فكسب الحرب.

### الحرب العالمية الثانية

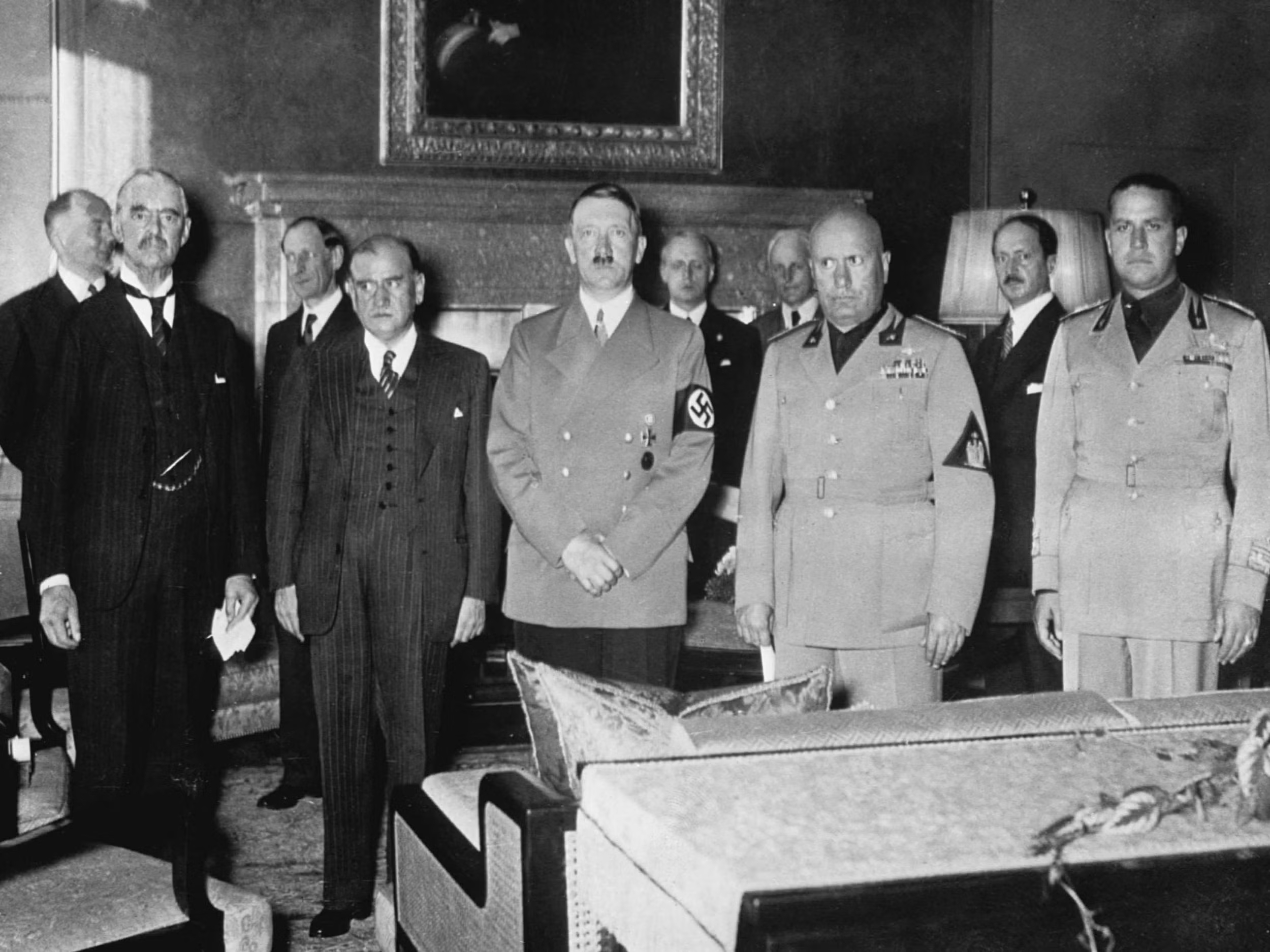
أدولف هتلر وبينيتو موسوليني في سبتمبر 1938

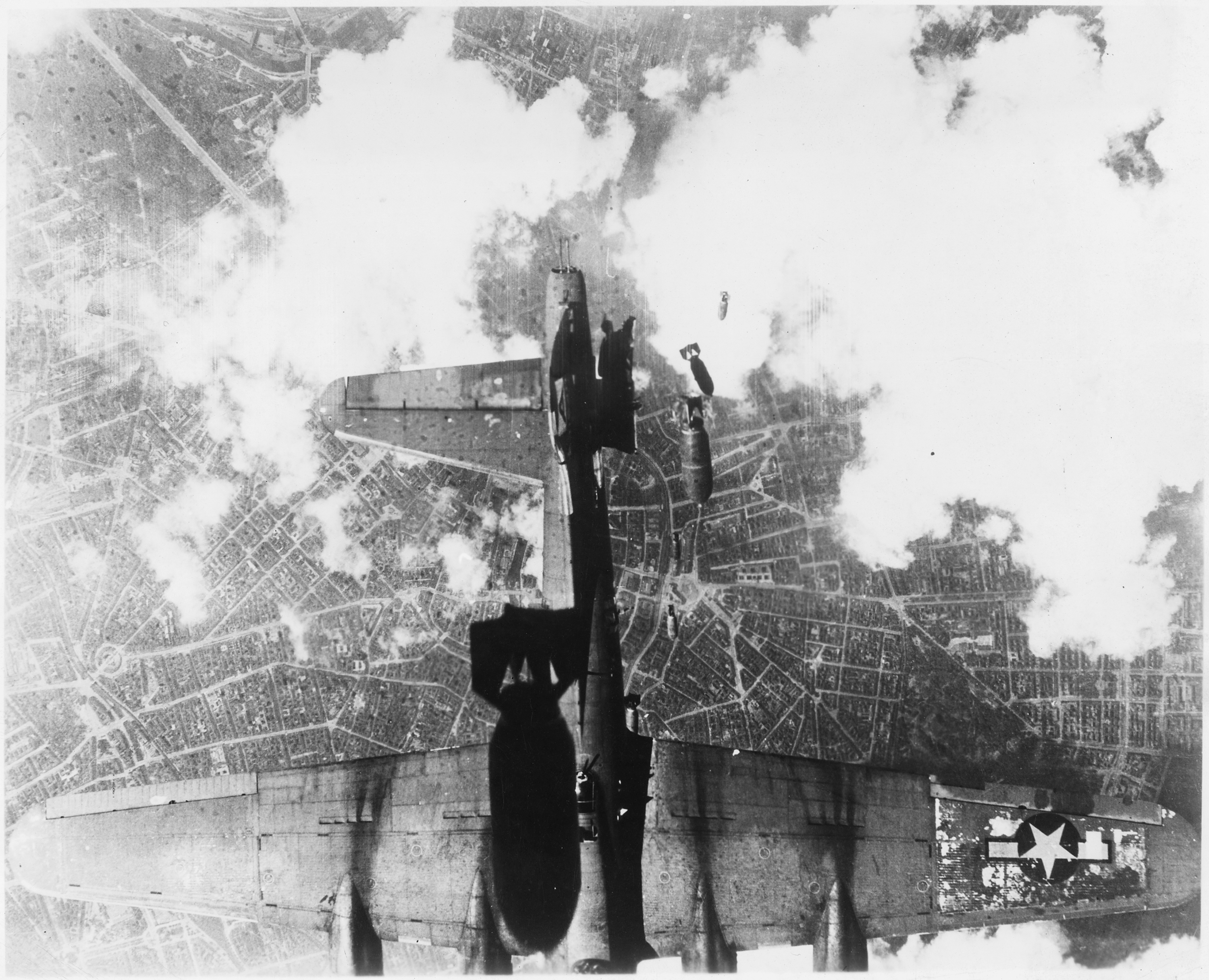
قاذفة أمريكية تقصف برلين

اندلعت الحرب العالمية الثانية في أوروبا بعد أن استولت ألمانيا على النمسا وتشيكوسلوفاكيا (سابقا) وقامت بغزو بولندا. ولقد دخلت الحرب كل من ألمانيا وإيطاليا واليابان وعدد قليل من الدول الأخرى، أي دول المحور ضد دول الحلفاء التي شملت فرنسا وبريطانيا والاتحاد السوفييتي سابقا والولايات المتحدة وأكثر من أربعين دولة أخرى.
حاولت كل من بريطانيا وفرنسا وحلفاؤهما عند بداية اندلاع الحرب إعاقة تقدم ألمانيا داخل أوروبا، إلا أن موسوليني وهتلر تمكنا عام 1941م من احتلال جميع دول أوروبا تقريبًا وفرض السيطرة الكاملة عليها، باستثناء الجزء الأوروبي الواقع في الاتحاد السوفييتي (سابقا). وفي ذلك العام قامت ألمانيا كذلك بغزو الاتحاد السوفييتي السابق. وشنت اليابان هجومًا على قوات الولايات المتحدة في ميناء بيرل هاربر بهاواي.
بدخول الاتحاد السوفييتي السابق والولايات المتحدة الحرب مع الحلفاء، بدأ مجرى القتال يتحول تدريجيًا ضد دول المحور لصالح الحلفاء. فسقطت إيطاليا في عام 1943م، أما ألمانيا فقد واصلت الحرب في أوروبا حتى عام 1945م. كانت نتيجة الحرب العالمية الثانية الخسائر الجسيمة في الأرواح والممتلكات، إذ بلغ عدد القتلى والممتلكات التي دمرت في هذه الحرب رقمًا قياسيًا لم يكن له مثيل في أي حرب سابقة.

### أوروبا بعد الحرب
جلبت الحرب العالمية الثانية النهاية الحقيقية لأوروبا الغربية كمركز قوة عالمية، إذ أنها أضعفت الدول الأوروبية الرئيسية وسلبتها هيمنتها تقريبًا على جميع مستعمراتها في أفريقيا وآسيا في خلال فترة خمسة عشر عامًا. وبنهاية الحرب ظهر الاتحاد السوفييتي والولايات المتحدة الأمريكية كقوتين عظميين في العالم، حيث قامت الحكومات الشيوعية الواقعة تحت سيطرة الاتحاد السوفييتي بالاستيلاء على العديد من دول أوروبا الشرقية. بينما أصبحت دول أوروبا الغربية تعتمد اقتصاديًا وعسكريًا على الولايات المتحدة، كما تم تقسيم ألمانيا إلى ألمانيا الشرقية تحت حكومة شيوعية، وألمانيا الغربية تحت حكومة غير شيوعية.
عمت الفوضى أوروبا في أعقاب الحرب، إذ أصبح الملايين من الأوروبيين لاجئين بدون مأوى، يهيمون في ميادين المعارك، وسط الدمار الذي خلفته الحرب، فتفشت الأمراض، وظهرت المجاعات التي انتشرت بسرعة مذهلة في جميع أنحاء القارة الأوروبية. وفي عام 1948م أنشأت الولايات المتحدة الأمريكية البرنامج الأوروبي الإسعافي الذي عرف بمشروع مارشال لمساعدة أوروبا الغربية على إعادة بناء اقتصادياتها. ثم تلا ذلك برامج المساعدات الأمريكية العديدة حتى أصبح إنتاج دول أوروبا الغربية في مطلع الخمسينيات من القرن العشرين الميلادي يفوق إنتاجها في فترة ماقبل الحرب، بينما كانت دول أوروبا الشرقية تستعيد عافيتها ببطء شديد بمساعدة الاتحاد السوفييتي سابقًا.

### الحرب الباردة

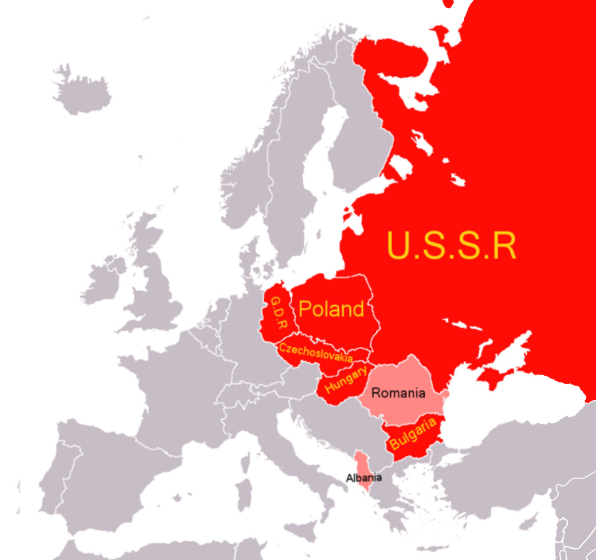
خريطة الكتلة الشرقية وهو مصطلح أطلق خلال الحرب الباردة على الاتحاد السوفياتي والبلدان التي إما كانت تحت سيطرتها أو كانت من حلفاءها في أوروبا الشرقية.

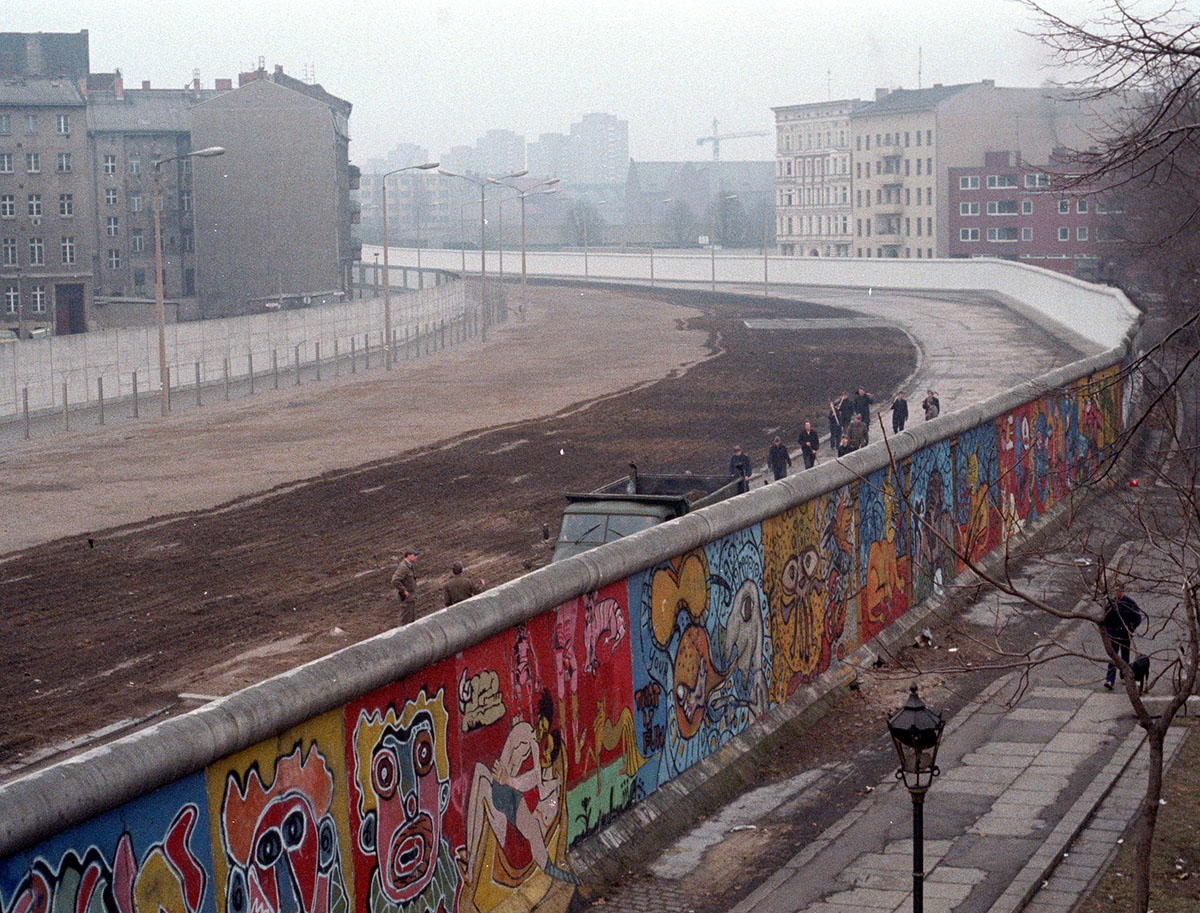
جدار برلين "التقطت الصورة سنة 1986"

بعد فترة قصيرة من نهاية الحرب العالمية الثانية، أصبحت أوروبا مركزًا للصراع بين الدولتين العظميين. الشيوعيون كانوا بزعامة الاتحاد السوفييتي سابقًا والرأسماليون بقيادة الولايات المتحدة الأمريكية. ولقد عرف هذا الصراع الذي بلغ أوجه في الخمسينيات وأوائل الستينيات من القرن العشرين بالحرب الباردة.
اشتركت الولايات المتحدة وكندا ومعظم دول أوروبا الغربية عام 1949م في تكوين منظمة حلف شمال الأطلسي (الناتو). وكان الغرض من هذا الحلف العسكري الدفاعي إيجاد قيادة عسكرية موحدة للدفاع عن الدول الأعضاء.
وفي عام 1955م وقع الاتحاد السوفييتي السابق مع معظم دول أوروبا الشرقية معاهدة دفاع مشترك عرفت باسم حلف وارسو.
شهدت أواخر الستينيات وأوائل السبعينيات من القرن العشرين تخفيف حدة التوتر الذي كان من سمات الحرب الباردة تدريجيًا. وبدأت ألمانيا الغربية تسعى لتحسين علاقاتها مع جاراتها من الدول الشيوعية، كما بدأت دول أوروبا الشرقية تعمل باستقلالية عن الاتحاد السوفييتي (سابقا)، فتركت ألبانيا المعسكر السوفييتي السابق لتناصر الصين، وأقامت رومانيا علاقات تجارية مع الغرب. كما بدأت تشيكوسلوفاكيا (سابقا) في تنفيذ برنامج إصلاحي تمنح بموجبه المزيد من الحريات لشعبها إلا أن الاتحاد السوفييتي (سابقا) بادر بغزو تشيكوسلوفاكيا (سابقا) في عام 1968م، فوضع بذلك حدًا لحركة الإصلاح الديمقراطي. هذا الاستعراض للقوة دل على حرص الاتحاد السوفييتي (سابقًا) على المحافظة على سيطرته على دول أوروبا الشرقية بأية وسيلة.

### نحو وحدة أوروبية
تكتلت دول أوروبا الغربية في سني ما بعد الحرب في شكل منظمات لتعمل معًا لحل مشكلاتها. تكون المجلس الأوروبي عام 1949م وكان الهدف منه ترابط الدول الأعضاء ثقافيًا واجتماعيًا واقتصاديًا. وأنشئت المجموعة الأوروبية للفحم الحجري والفولاذ (ecsc) عام 1951م وكان الهدف من إنشائها تطوير صناعة الفحم الحجري والحديد والفولاذ في بلجيكا وفرنسا وإيطاليا ولوكسمبرج وهولندا وألمانيا الغربية.
كون الأعضاء الستة للمجموعة الأوروبية للفحم الحجري والفولاذ عام 1957م الجماعة الاقتصادية الأوروبية (المجموعة الأوروبية)، وكان الهدف من هذا التنظيم إزالة الحواجز والقيود التي كانت تعوق حرية حركة السلع والعمالة ورأس المال والخدمات بين الدول الأعضاء. وفي العام نفسه (1957م) اتفقت تلك الدول الست على تكوين جماعة الطاقة الذرية الأوروبية (أوراتوم) للعمل معًا على تطوير الطاقة النووية للأغراض السلمية. وفي عام 1958م بدأت المجموعة الأوروبية للفحم الحجري والفولاذ وجماعة الطاقة الذرية العمل بالفعل. أصبحت الدول الست الأعضاء تُعرف بالمجموعة الأوروبية، وأصبحت المجموعة الأوروبية للفحم الحجري والفولاذ والجماعة الاقتصادية الأوروبية مجتمعتين تعرفان بالسوق الأوروبية المشتركة. وفي عام 1967م تم دمج الوحدات التنفيذية للمجموعة الأوروبية للفحم الحجري والفولاذ والجماعة الاقتصادية الأوروبية لتشكيل نظام إداري موحد. وفي عام 1973م انضمت إلى المجموعة الأوروبية كل من بريطانيا والدنمارك وأيرلندا. وانضمت اليونان للمجموعة عام 1981م، والبرتغال وإسبانيا عام 1986م. ولقد شهدت المجموعة الأوروبية توسعًا أكبر عام 1990م عندما تم توحيد شطري ألمانيا في دولة واحدة سميت بألمانيا.
تكونت في الخمسينيات والستينيات من القرن العشرين منظمات أخرى لدول أوروبا الغربية مثل اتحاد التجارة الحرة الأوروبي ومنظمة التعاون الاقتصادي والتنمية. ولقد أُنشئت هاتان المنظمتان بهدف دفع النشاط الاقتصادي، وأنشئت منظمة أبحاث الفضاء الأوروبية (الآن وكالة الفضاء الأوروبية) بهدف إنشاء برامج أبحاث فضائية مستقلة تخص دول أوروبا الغربية.
أصبح فيلي برانت عام 1969م مستشارًا لألمانيا الغربية، فبدأ بالعمل تجاه تحسين العلاقات بين أوروبا الشرقية والغربية. فلأول مرة ومنذ تقسيم ألمانيا اجتمع القادة في ألمانيا الشرقية وألمانيا الغربية، وكان ذلك عام 1970م. وفي العام نفسه وقعت ألمانيا الغربية وبريطانيا اتفاقيتي عدم اعتداء مع كل من الاتحاد السوفييتي سابقًا وبولندا.
جاءت إلى هلسنكي عاصمة فنلندا عام 1975م وفود من جميع الدول الأوروبية باستثناء ألبانيا وأندورا، ووفود من كندا وقبرص والولايات المتحدة لتلتقي في مؤتمر الأمن والتعاون في أوروبا، حيث تم التوقيع على اتفاقيات هلسنكي الأولى التي سميت بقانون هلسنكي الختامي. وبموجب هذه الاتفاقيات تعهد الموقعون عليها ببذل المزيد من التعاون في الشؤون الاقتصادية وحفظ السلام وتعزيز حقوق الإنسان. إلا أن هذه الاتفاقيات أصبحت فيما بعد سببًا للنزاع في أوروبا الشرقية. إذ اتهم بعض المواطنين في الاتحاد السوفييتي السابق والدول الشيوعية الأخرى حكوماتهم بالإخفاق في تطبيق حقوق الإنسان التي نصت عليها الاتفاقيات.

### التطورات الحديثة
شرعت حكومات وشعوب كثير من الدول الأوروبية في القيام ببعض الإصلاحات منذ عام 1980م. فمنذ عام 1985م بدأ ميخائيل جورباتشوف تطوير سياسات الجلاسنوست أي سياسة المكاشفة وسياسة البروسترويكا أي الإصلاح الاقتصادي.
كان من نتائج هذه الإصلاحات في الاتحاد السوفييتي السابق في أواخر عام 1980م، قيام سلسلة من الحركات الإصلاحية عبر أوروبا الشرقية. فقد قامت أعداد كبيرة من الجماهير في بولندا والمجر وتشيكوسلوفاكيا (سابقا) وألبانيا ورومانيا وبلغاريا، بتظاهرات تطالب بالمزيد من الحريات، لإنهاء الحكم الشيوعي. وفي عامي 1989 و1990م جرت انتخابات حرة في تلك الدول دخلتها عدة أحزاب، وكانت النتيجة أن استولت الأحزاب غير الشيوعية على الحكم، فرفعت تلك الحكومات القيود على الحريات المدنية، مثل حرية التعبير وحرية العقيدة وحرية الصحافة. كما بدأت أيضًا بتنفيذ برنامج لإدخال نظام العمل الحر في اقتصاديات دولها التي كانت تديرها تلك الحكومات. وفي عام 1990م، تم توحيد الألمانيتين الشرقية والغربية في دولة واحدة غير شيوعية.
انتهى نظام الحكم الشيوعي عام 1991م في أعقاب فشل المحاولة الانقلابية التي قام بها نفر من الشيوعيين المحافظين لإسقاط ميخائيل جورباتشوف، وجمد البرلمان السوفييتي جميع نشاطات الحزب الشيوعي بعد المحاولة الفاشلة. كما اعترف البرلمان أيضًا باستقلال جمهوريات إستونيا ولاتفيا ولتوانيا التي استولى عليها الاتحاد السوفييتي سابقا في عام 1940م. ثم أعلنت 12 جمهورية سوفييتية أخرى استقلالها. وفي 25 ديسمبر 1991م استقال جورباتشوف من منصبه وانهار الاتحاد السوفييتي رسميًا. وشهدت ألبانيا عام 1992م وصول حكام غير شيوعيين إلى سدة الحكم. وبين عامي 1991 و1992م، أعلنت أربع من جمهوريات يوغوسلافيا استقلالها وأدارت ظهرها للنظام الشيوعي، هذه الدول هي: البوسنة والهرسك وكرواتيا ومقدونيا وسلوفينيا، أما صربيا والجبل الأسود فقد شكلتا يوغوسلافيا صغرى جديدة. حارب الصرب في البوسنة والهرسك وكرواتيا حكومتي هاتين البلدين للاستيلاء على الأراضي التي يسكنها صربيون. تدخلت الأمم المتحدة والدول الكبرى ووضعت حدًا للنزاع بنهاية عام 1995م.
وفي عام 1998، هاجمت القوات الصربية إقليم كوسوفو الذي يطالب بالاستقلال. وفي مارس 1999م، قصفت قوات حلف شمال الأطلسي (الناتو) أهدافًا عسكرية في صربيا لإجبار حكومتها على قبول اتفاق سلام مع شعب كوسوفو. وفي يونيو سحبت صربيا قواتها من كوسوفو، وتوقف قصف حلف الناتو وأرسل قوة دولية لحفظ السلام في الإقليم.
وفي نهاية التسعينيات، أُنشأ الاتحاد الاقتصادي والنقدي الأوروبي من قبل 11 دولة أوروبية واتخذ من اليورو عملة مشتركة للدول الأعضاء. وتم تداول اليورو رسميًا بدءًا من عام 2002م.